# ゆっぴ
ゆっぴ（1997年12月26日 - ）は、日本の女性ギタリスト、シンガーソングライターである。東京都出身。

## 概要
小学校3年の時、『メロンパンのうた』を作曲。それを1学年上がった小学校4年の時に、ラジオで曲が流れたことによりブレイク。当時、主婦の間で流行った。
学業専念のために2010年5月に活動を一時休止することを自身の公式HPで発表。

## 作品

### シングル
- メロンパンのうた（2007年10月24日、ビクターエンタテインメント）
- リサイクルのうた／カモメかもね（2007年12月7日、コニシスエンタテインメント）
- かき氷のうた／氷の世界（2009年8月7日、コニシスエンタテインメント）

### アルバム
- ムイテモ ムイテモ ムイテモ ムイテモ タマネギ（2008年12月5日、コニシスエンタテインメント）

### CM
- ベイシア